# تایلر بوری
تایلر بوری (انگلیسی: Tyler Burey؛ زادهٔ ۹ ژانویهٔ ۲۰۰۱) بازیکن فوتبال اهل بریتانیا است.
از باشگاه‌هایی که در آن بازی کرده‌است می‌توان به باشگاه فوتبال ای‌اف‌سی ویمبلدون اشاره کرد.